# Similih-Managwalah Cordor
Similih-Managwalah Cordor, Sumo Lofayatta (Voinjama, 1946) est un écrivain et journaliste lorma libérien. 
Il a étudié dans son pays et aux États-Unis.

## Œuvres
- So Say One, So Say All, 1977
- A Farewell to Old Africa, 1979